# Eratoneura paraesculi
Eratoneura paraesculi är en insektsart som först beskrevs av Knull 1945.  Eratoneura paraesculi ingår i släktet Eratoneura och familjen dvärgstritar. Inga underarter finns listade i Catalogue of Life.